# Grupo de Ejércitos F
El Grupo de Ejércitos F (en alemán Heeresgruppe F) era una formación de mando estratégico de la Wehrmacht alemana durante la Segunda Guerra Mundial. 

## Historia
El Grupo de Ejércitos F fue creado el 12 de agosto de 1943, en Bayreuth (distrito XIII), a cargo, principalmente, de las unidades estacionados en los Balcanes. 
Su primera misión fue la preparación de la defensa contra la posible invasión aliada en lo que era visto como el "débil bajo vientre" de Alemania y la lucha contra los grupos partisanos locales que fueron cobrando fuerza. A finales de 1944, organizó la retirada alemana de Grecia y la de Yugoslavia a raíz de la Ofensiva de Budapest.
El Ejército incluyó durante gran parte de la guerra al 2° Ejército Panzer que parecía formidable sólo en papel. Sus únicos vehículos blindados fueron obsoletos tanques italianos y casi la mitad de sus soldados eran búlgaros o voluntarios.

## Comandantes
| N.º | Retrato | Comandante                                             | Desde                | Hasta               |
| --- | ------- | ------------------------------------------------------ | -------------------- | ------------------- |
| 1   |         | Generalfeldmarschall Maximilian von Weichs (1881-1954) | 26 de agosto de 1943 | 25 de marzo de 1945 |

### Jefes de Estado Mayor[1]
- Teniente General Hermann Foertsch: desde su formación hasta el 15 de marzo de 1944.
- Teniente General August Winter: desde el 15 de marzo de 1944 al 15 de octubre de 1944.
- Teniente General Heinz von Gyldenfeldt: desde el 15 de octubre de 1944.

## Orden de batalla - julio de 1944
Como unidades subordinadas al Grupo de Ejércitos predominaban las menos capaces de "fortaleza" y divisiones de reserva, unidades colaboracionistas como los "cosacos" y la 392.ª División Croata y  otras divisiones búlgaras.
- LXIX Cuerpo: General de Infantería Helge Auleb
- XV Cuerpo de montaña: General de tropas Panzer Gustav Fehn
- V Cuerpo SS de Montaña: Teniente General Arthur Pheps
- I Cuerpo búlgaro
- División Panzergrenadier Branderburg (mot.) (Grupo de Ejército de reserva)

Creado para la defensa de Belgrado fue el Armeekorps Belgrado comandado por el General Willi Scheckenburger. 
Posteriormente llegó a incluir las tropas serbias y croatas.
El Grupo de Ejércitos F fue disuelto el 25 de marzo de 1945.